# Nhóm NGC 4065
Nhóm NGC 4065 (các định danh khác là: GH 98, N79-299a, N79-299b, WBL 374, ZW 1202.0+2028, USGC U451, NRGb 177, RASSCALS NRGb 177) là tên của một nhóm các thiên hà nằm trong chòm sao Hậu Phát. Khoảng cách của thiên hà này với chúng ta là khoảng 330 triệu năm ánh sáng (tương đương với 100 mega parsec). Thiên hà thành viên sáng nhất của nhóm này là NGC 4065 và nằm trong siêu đám Hậu Phát. Nhóm này chứa chủ yếu là các thiên hà elip, còn các thiên hà xoắn ốc chỉ chiếm từ 15 đến 31 phần trăm trong nhóm.
Nhóm NGC 4065 thể hiện sự phát xạ tia X lưỡng cực. Một cực nằm trên các thiên hà NGC 4061 và NGC 4065, còn cực còn lại thì nằm trên NGC 4066.

## Cấu trúc
Nhóm thiên hà này cho ta thấy rằng nó có chứa 2 phân nhóm thiên hà tên là UZC-CG 156 and UZC-CG 157. Hai phân nhóm này không thể nào phân biệt rõ được bởi vì tốc độ di chuyển của nó.
Tuy nhiên, White et al. đề xuất rằng nhóm này có đến ba phân nhóm gọi lần lượt gọi là A, B, C. Hai phân nhóm A và C thì lần lượt nằm giữa NGC 4065 và NGC 4095. Còn phân nhóm B thì chứa hai thiên hà là NGC 4086 và NGC 4090.
Còn ở khu vực trung tâm của nhóm này là hai thiên hà elip NGC 4061 và NGC 4065.
Nhóm NGC 4065 nằm gần cụm Sư Tử và là một phần của cây cầu thiên hà nối cụm Sư Tử với Cụm Hậu Phát.

## Dữ liệu hiện tại
Theo như quan sát, đây là nhóm thiên hà nằm trong chòm sao Hậu Phát và dưới đây là một số dữ liệu khác:
Xích kinh 12h 04m 09.5s
Độ nghiêng 20° 13′ 18″
Tốc độ phân tán 416 ± 35 km/s
Giá trị dịch chuyển đỏ 0.023500 (7045 km/s)
Số lượng thiên hà 74